# C-Span
 (juin 2018).
Si vous disposez d'ouvrages ou d'articles de référence ou si vous connaissez des sites web de qualité traitant du thème abordé ici, merci de compléter l'article en donnant les références utiles à sa vérifiabilité et en les liant à la section « Notes et références ».
Cable-Satellite Public Affairs Network (en français « Réseau câblé et satellite pour les affaires publiques ») ou C-Span est un réseau de trois chaînes câblées américaines destiné à la couverture continue et en direct des interventions gouvernementales (présidence et Congrès des États-Unis) ainsi qu'à la diffusion de programmes concernant les affaires publiques.
C-Span retransmet des sessions du Parlement du Canada depuis 1983.
À quelques reprises, la Société Radio-Canada a assuré la couverture d'événements canadiens sur les ondes de C-SPAN comme les élections fédérales canadiennes.
Les programmes des chaines C-SPAN ne sont pas censurés et ne comportent pas de publicité. Les diffusions en direct ne font l’objet que de très peu de commentaires.
- C-SPAN fournit la couverture des travaux de la Chambre des représentants.
- C-SPAN2 couvre le Sénat et diffuse Book TV en fin de semaine.
- C-SPAN3 couvre d'autres événements en direct et diffuse également des programmes d'archives historiques.

En plus des trois chaînes de télévision, C-SPAN diffuse le contenu de celles-ci sur des chaînes radios (C-Span Radio), une chaîne de radio satellite et un site Internet.

## Création
C-SPAN a été créée le 19 mars 1979 à l'initiative des sociétés de câble américaines, qui voulaient rendre les travaux parlementaires accessibles au plus grand nombre.

## Particularités
C-SPAN ayant été créée par les sociétés de câble, c'est une chaîne de droit privé. Elle est cependant investie d'une mission de service public et est donc à but non lucratif.
En tant que chaîne privée, elle est financée par les sociétés de câble (qui l'ont créée et qui la diffusent), grâce aux ressources nées des abonnements des citoyens américains. La chaîne ne reçoit aucun fonds du gouvernement fédéral et n'a pas à se soucier de l'audience : elle est la seule chaîne aux États-Unis dont l'audience ne doit pas être mesurée, conformément au Telecommunications Act de 1996.
C-Span et la chaîne de télévision française Public Sénat ont renouvelé en 2004 « l´accord de partenariat et d´échanges de programmes » initié le 5 décembre 2002. 